# John and the Hole
John and the Hole (bra: Um Lugar Secreto) é um filme de terror psicológico dirigido por Pascual Sisto e escrito por Nicolás Giacobone. Foi apresentado pela primeira vez em 29 de janeiro de 2021, no Festival Sundance de Cinema, e foi lançado em 6 de agosto de 2021 pela IFC Films nos Estados Unidos. No Brasil, foi lançado pela Synapse Distribution em VOD em 20 de dezembro de 2021.

## Sinopse
O filme apresenta a história de amadurecimento de um garoto (Charlie Shotwell) que mantém sua família presa em um buraco.

## Elenco
- Charlie Shotwell ... John
- Jennifer Ehle ...	Anna
- Michael C. Hall	...	Brad
- Taissa Farmiga	...	Laurie
- Tamara Hickey	...	Paula
- Ben O'Brien	...	Peter
- Elijah Ungvary	...	Instrutor de tênis
- Samantha LeBretton	...	Lily
- Lucien Spelman	...	Charlie

## Produção
O filme marca a estreia na direção de Pascual Sisto, e foi escrito por Nicolás Giacobone. O filme é a primeira adaptação para o cinema da obra El Pozo de Giacobone.
As filmagens aconteceram em Lexington, Lincoln e Norwood (Massachusetts). As filmagens começaram em outubro de 2019 e duraram 23 dias.

## Lançamento
Fez parte da seleção do Festival de Cannes 2020. Mas não foi lançado devido a Pandemia de COVID-19. Em rede social, Pascual Sisto confirmou que o lançamento do filme foi adiado para 2021. Em novembro de 2020, aparece na Sundance Wish List do IndieWire com os lançamentos esperados no Festival Sundance de Cinema 2021. No mês seguinte, Pascual Sisto é nomeado pela Variety como um dos dez diretores mais esperados para 2021.
Em dezembro de 2020, foi anunciado a data de lançamento do filme, 29 de janeiro de 2021, no Festival Sundance de Cinema.
Em janeiro de 2021, aparece na lista do The Wrap dos 14 filmes mais populares à venda no Festival Sundance, e na lista da GQ (México) dos filmes mais esperados do ano.

## Recepção
No Rotten Tomatoes, o filme tem uma aprovação de 56% baseada em avaliações de 93 críticos, e um consenso dizendo:"A premissa única e sedutora e a atmosfera inquietante de John and the Hole estão frequentemente em conflito com uma história sinuosa que impede este suspense de cumprir seu potencial assustador." No Metacritic, o filme tem uma pontuação de 61%, indicando "críticas geralmente favoráveis".